# Tiradentes do Sul
Tiradentes do Sul é um município brasileiro do estado do Rio Grande do Sul.

## Geografia
Localiza-se a uma latitude 27º23'51" sul e a uma longitude 54º05'02" oeste, estando a uma altitude de 407 metros. Sua população estimada em 2004 era de 6.703 habitantes. 
Compõem o município cinco distritos: Tiradentes do Sul (sede), Alto Uruguai, Lajeado Bonito, Novo Planalto e Porto Soberbo.

### Hidrografia
É um município que conta com as águas do rio Uruguai e que tem fronteira fluvial com a Argentina.